# Principat de Samos
El principat de Samos fou un estat autònom sota sobirania otomana establert a l'illa de Samos el 1835 i que va existir fins al 1913.
El 1830 Samos fou reconeguda a Turquia, però com que l'hostilitat contra els otomans va romandre a l'illa, el 1835 es va crear el beilicat de Samos, governat per un fanariota grec de nom Esteve Vogòridis, que residia a Constantinoble, amb el títol de príncep de Samos (un governador pel seu compte residia a l'illa).
La seva bandera era la creu blanca sobre fons blau i vermell (el vermell marcava la dependència de la Porta otomana). L'illa havia de pagar un tribut anyal. El cap del poder executiu era el príncep assistit per un senat de quatre membres elegit entre els vuit candidats anomenats pels quatre districtes de l'illa (Vathy, Chora o Samos, Marathocumbo i Carlovasi); el poder legislatiu estava en mans d'una cambra de 36 diputats presidida pel metropolità grec ortodox. La capital es va establir a Vathy.

## Prínceps de Samos
- Stephanos Vogoridis 1833-1850
- Alexandros Kallimachis 1850 - 1854
- Ioannis Dimitrou Ghikas 1854-1859
- Miltiadis Stavraki Aristarchis 1859-1866
- Pavlos Mousouros 1866-1873
- Georgios Georgiadis (interí) 1873
- Konstandinos Adosidis 1873-1874
- Konstandinos Photiadis 1874-1879
- Konstandinos Adosidis (segona vegada) 1879-1885
- Alexandros Stephanou Karatheodoris 1885-1895
- Georgios Verovits 19895-1896
- Stephanos Konstandinou Mousouros 1896-1899
- Konstandinos Vagianis 1899-1900
- Michail Georgiadis 1900-1902
- Alexandros Spiridonou Mavrogenis 1902-1904
- Ioannis Vithynos 1904-1906
- Konstandinos Stephanou Karatheodoris 1906
- Georgios Georgiadis 1906-1908 (segona vegada)
- Andreas Kopasis Omoudopoulos 1908-1912
- Grigorios Vegleris 1912
- Themistoklis Panagiotou Sophoulis 1912-1913

El tractat de Bucarest de 10 d'agost de 1913, que va posar fi a la guerra del Balcans, va assignar l'illa a Grècia i el principat va deixar d'existir.